# Laneshaw Reservoir
Das Laneshaw Reservoir ist ein Stausee in Lancashire, England. Es liegt östlich von Laneshaw Bridge. Der Laneshaw Brook bildet seinen einzigen Zufluss an der Südseite. Der River Laneshaw ist sein Abfluss an der Nordwestseite.